# Sima de los Huesos

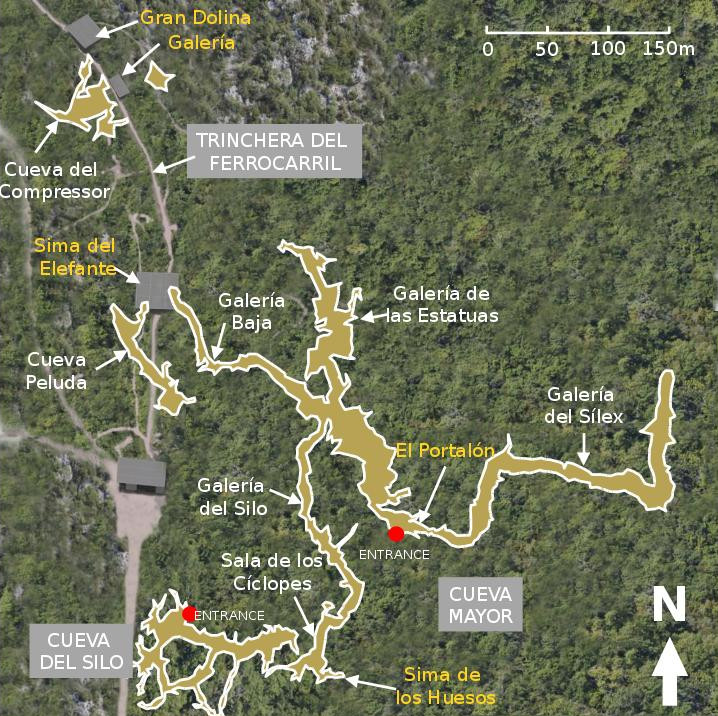
Karta över Atapuerca

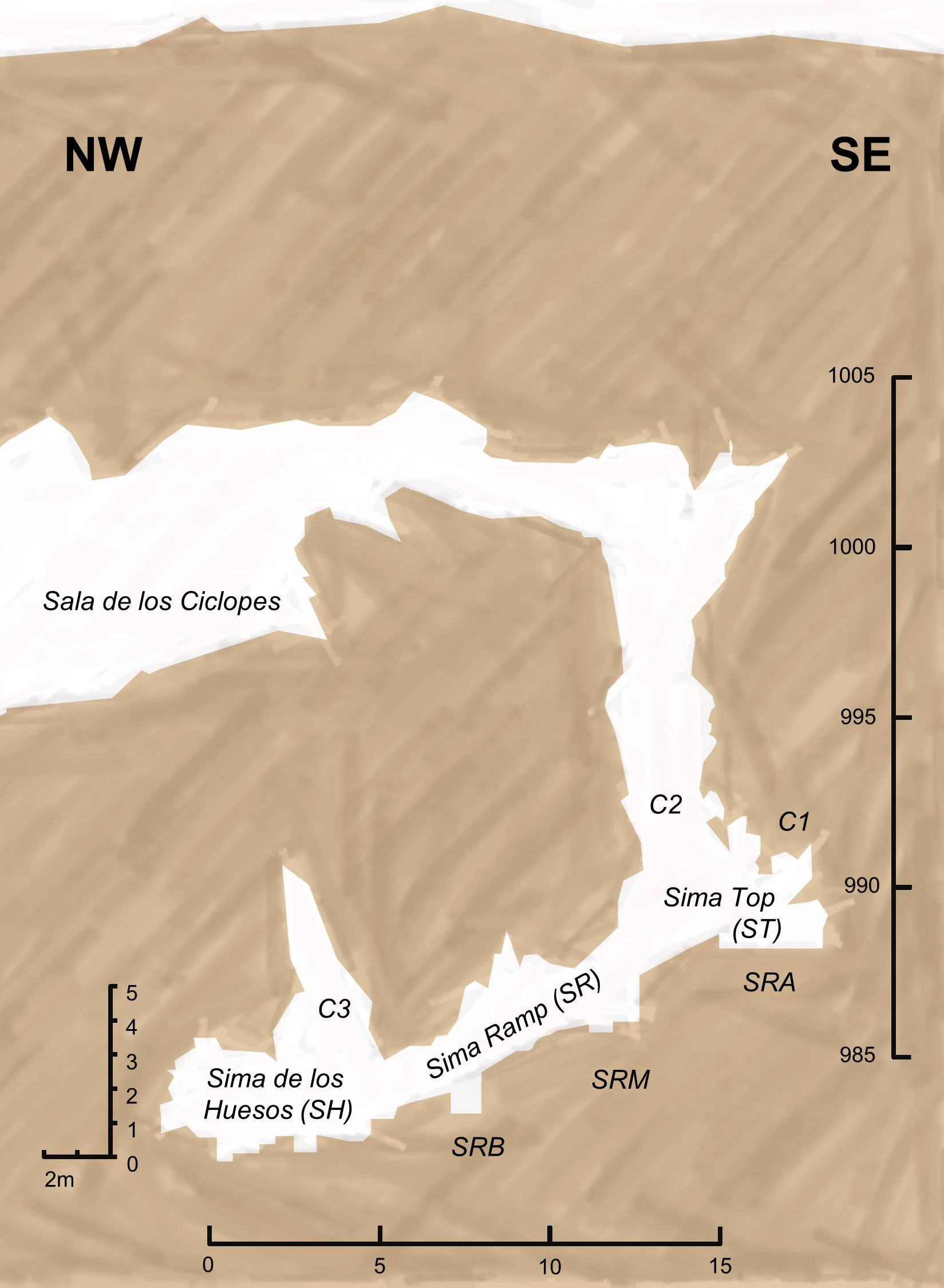
Sektion av Sima de los Huesos

Sima de los Huesos är en bergsklyfta där man vid arkeologiska utgrävningar hittat neandertalare som daterats till 430 000 år sedan och vars rikedom på fossil gjort fyndplatsen till en viktig informationskälla över paleoantropologin under denna period.
Grottan är formad av ett rum med ett schakt 14 m djupt, format av en gammal underjordisk vattenström i Cueva Mayor i Atapuercabergen (Spanien), klassat som Världsarv.